# Labidochromis textilis
Labidochromis textilis (Лабідохроміс текстильний) — вид окунеподібних риб родини цихлові (Cichlidae), використовується як акваріумна рибка. Назву отримав за характерний складний малюнок на тілі.

## Поширення
Ендемічний вид для озера Малаві, де живе на кам'янистому рифі у центральній та східній частині озера на глибині до 8 м.

## Опис
Це дрібна риба, що сягає 7,7 см завдовжки..

## Живлення
У природі живиться личинками комах і рачками на каменях.